# Diecezja żytomierska
Diecezja żytomierska (łac. Dioecesis Zytomeriensis) – diecezja obrządku rzymskokatolickiego, powstała w 1798 roku w wyniku likwidacji diecezji diecezji kijowskiej. Podlegała pod metropolię mohylewską. Złączona unią aeque principaliter z diecezją łucką, stąd potocznie zwana diecezją łucko-żytomierską. Zanikła pod władzą sowiecką. Odrodziła się w 1991 na Ukrainie. Od 1998 pod nazwą diecezja kijowsko-żytomierska.